# Lijst van 3D-computerprogramma's
Deze lijst van 3D-computerprogramma's geeft een overzicht van encyclopedisch relevante programma's die kunnen ontwerpen (voor kunst of voor spellen of technisch ontwerpen) in 3D.
Sommige programma worden gebruikt bij industriële ontwerpen, dan worden ze meestal als CAD of computer-aided design-programma's aangeduid. Sommige programma's zijn speciaal bedoeld voor architectuur, om gebouwen en interieurs te ontwerpen. Andere programma's zijn bedoeld om figuren voor computerspellen te ontwerpen. En sommige programma zijn alleen bedoeld om kunst te maken. Veel programma's overlappen elkaar in functionaliteit. 

## 3
- 3D Studio Max, een professionele applicatie vooral gebruikt voor games

## A
- Amapi (Amapi 3D, Amapi PRO).
- Anim8or
- ArchiCAD - Architectuur CAD
- Art of Illusion - Kunst
- AutoCAD (AutoDesk) - Algemeen 2D CAD

## B
- Blender - 3D-modelleren en animatie (opensource)
- Bryce - Voor het maken van kunst met landschappen

## C
- CATIA - Werktuigbouw 3D CAD
- Cinema 4D
- CityGen - Straten en flatgebouwen voor POV-Ray

## D
- Dynamite VSP - Visualisatie van civiele projecten

## G
- Gmax - 3D-voorwerpen voor computerspellen ontwerpen (bron beschikbaar)

## I
- IntelliCAD - Algemeen 3D CAD
- Inventor - 3D-modellering van Autodesk CAD
- IGOS CAD/GIS voor de Nederlandse lokale overheid

## J
- JPatch

## K
- Korpus

## L
- LightWave

## M
- Maya - Professionele applicatie, wordt vooral gebruikt voor langspeelfilms. Er is ook een gratis 'Maya PLE (Personal Learning Edition)'-versie
- Metasequoia (software) - Figuren ontwerpen voor spellen.
- MLCad - Met LEGO bouwen
- MicroStation - Algemeen 3D CAD
- Moray - Grafische ontwerpschil voor POV-Ray

## N
- NX (het voormalige Unigraphics, tegenwoordig van Siemens PLM Software) - Algemeen 3D CAD met complete CAD/CAM/CAE-integratie

## P
- Persistence of Vision Raytracer (POV-Ray) - Gratis en veelgebruikte raytracer
- PDMS
- Pythagoras - CAD-omgeving voor landmeetkundige toepassingen en GIS-beheer

## R
- Real 3D
- Rhinoceros - Professioneel modelleerprogramma
- Rwx modeller
- Revit - 3D, architectuur, installatietechniek, constructie

## S
- SketchUp
- Solid Edge - Algemeen 3D CAD
- Strata 3D CX
- Solibri Model Checker (3D-IFC-controleprogramma)
- SolidWorks (professioneel 3D-programma)

## T
- Terragen - Kunst, fotorealistische landschappen
- trueSpace

## V
- Vectorworks (vroeger MiniCAD) - Algemeen 3D CAD
- Voxel (Volume Element)
- Vue (Vue d'Esprit) - Kunst

## W
- white dune - voor VRML
- Wings 3D